# EuroBasket de 1953
O EuroBasket 1953 também conhecido por FIBA Campeonato Europeu foi a oitava edição da competição regional organizada pela FIBA Europa, sucursal da Federação Internacional de Basquetebol no continente europeu. O evento foi vencido pela União Soviética em sua capital Moscou, que alcançou a terceira das quatorze conquistas europeias.

## Países Participantes
| Seleção         | Participações                                 | Melhor Resultado  |
| --------------- | --------------------------------------------- | ----------------- |
| Alemanha        | 1 (1951)                                      | 12º Lugar         |
| Bélgica         | 4 (1935, 1937, 1947 e 1951)                   | 4º (1947)         |
| Bulgária        | 3 (1935, 1947 e 1951)                         | 4º (1951)         |
| Dinamarca       | 1 (1951)                                      | 14º Lugar         |
| Egito           | 3 (2 (1937, 1947 e 1949)                      | (1949)            |
| Finlândia       | 2 (1939 e 1951)                               | 9º (1951)         |
| França          | 7 (1935, 1937, 1939, 1946, 1947, 1949 e 1951) | (1949)            |
| Hungria         | 4 (1935, 1939, 1946 e 1947)                   | (1946)            |
| Israel          | estreante                                     | -                 |
| Itália          | 6 (1935, 1937, 1939, 1946, 1947 e 1951)       | (1937 e 1946)     |
| Iugoslávia      | 1 (1947)                                      | 13º Lugar         |
| Líbano          | 1 (1949)                                      | 7º                |
| Roménia         | 3 (1935, 1947 e 1951)                         | 10º (1935 e 1947) |
| Suécia          | estreante                                     | -                 |
| Suíça           | 3 (1935, 1946 e 1951)                         | 4º (1935)         |
| Tchecoslováquia | 5 (1935, 1937, 1946, 1947 e 1951)             | (1946)            |
| União Soviética | 2 (1947 e 1951)                               | (1947 e 1951)     |

## Grupo A
| Pos. | Seleção         | J | V | D | P+  | P-  | SP   |
| ---- | --------------- | - | - | - | --- | --- | ---- |
| 1    | Tchecoslováquia | 3 | 3 | 0 | 202 | 107 | 95   |
| 2    | Itália          | 3 | 2 | 1 | 186 | 134 | 52   |
| 3    | Romênia         | 3 | 1 | 2 | 148 | 146 | 2    |
| 4    | Suíça           | 3 | 3 | 0 | 101 | 250 | -149 |

| 24 de maio 13:00 |                       | Itália | 61–43        | Roménia |  | Moscovo |  |
| 24 de maio 13:00 | Pts: Margherritini 14 |        | Pts: Nagy 11 |         |  | Moscovo |  |

| 24 de maio 13:30 |             | Tchecoslováquia | 94–33          | Suíça |  | Moscovo |  |
| 24 de maio 13:30 | Pts: Sip 34 |                 | Pts: Hermann 7 |       |  | Moscovo |  |

| 25 de maio 12:00 |                 | Suíça | 32–82         | Itália |  | Moscovo |  |
| 25 de maio 12:00 | Pts: Wittwer 10 |       | Pts: Zorzi 23 |        |  | Moscovo |  |

| 25 de maio 16:30 |               | Tchecoslováquia | 49–31         | Roménia |  | Moscovo |  |
| 25 de maio 16:30 | Pts: Kolar 11 |                 | Pts: Nedef 13 |         |  | Moscovo |  |

| 26 de maio 16:30 |                 | Romênia | 74–36         | Suíça |  | Moscovo |  |
| 26 de maio 16:30 | Pts: Folbert 18 |         | Pts: Voisin 8 |       |  | Moscovo |  |

| 26 de maio 18:00 |                | Tchecoslováquia | 59–43          | Itália |  | Moscovo |  |
| 26 de maio 18:00 | Pts: Mzarek 17 |                 | Pts: Di Cera 8 |        |  | Moscovo |  |

## Grupo B
| Pos. | Seleção  | J | V | D | P+  | P-  | SP   |
| ---- | -------- | - | - | - | --- | --- | ---- |
| 1    | Egito    | 3 | 3 | 0 | 223 | 125 | 98   |
| 2    | França   | 3 | 2 | 1 | 199 | 151 | 48   |
| 3    | Alemanha | 3 | 1 | 2 | 150 | 187 | -37  |
| 4    | Suécia   | 3 | 0 | 3 | 96  | 205 | -109 |

| 24 de maio 16:30 | Relatório | Suécia        | 37–65 | Alemanha           |  | Moscovo |  |
| 24 de maio 16:30 | Relatório | Pts: widen 19 |       | Pts: Siebenhaar 14 |  | Moscovo |  |

| 25 de maio 10:30 | Relatório | França          | 76–44 | Alemanha       |  | Moscovo |  |
| 25 de maio 10:30 | Relatório | Pts: Monclar 27 |       | Pts: Griese 12 |  | Moscovo |  |

| 25 de maio 15:00 | Relatório | Egito         | 75–26 | Suécia        |  | Moscovo |  |
| 25 de maio 15:00 | Relatório | Pts: Selim 19 |       | Pts: Widen 13 |  | Moscovo |  |

| 26 de maio 9:00 | Relatório | Alemanha       | 41–74 | Egito            |  | Moscovo |  |
| 26 de maio 9:00 | Relatório | Pts: Griese 15 |       | Pts: Saboungi 12 |  | Moscovo |  |

| 26 de maio 12:00 | Relatório | França            | 65–33 | Suécia           |  | Moscovo |  |
| 26 de maio 12:00 | Relatório | Pts: Haudegand 23 |       | Pts: Hallberg 14 |  | Moscovo |  |

| 27 de maio 12:00 | Relatório | França          | 58–74 | Egito           |  | Moscovo |  |
| 27 de maio 12:00 | Relatório | Pts: Planque 16 |       | Pts: Mansour 18 |  | Moscovo |  |

## Grupo C
| Pos. | Seleção         | J | V | D | P+  | P-  | SP   |
| ---- | --------------- | - | - | - | --- | --- | ---- |
| 1    | União Soviética | 3 | 3 | 0 | 241 | 99  | 142  |
| 2    | Hungria         | 3 | 2 | 1 | 206 | 129 | 77   |
| 3    | Bélgica         | 3 | 1 | 2 | 122 | 151 | -29  |
| 4    | Dinamarca       | 3 | 0 | 3 | 79  | 269 | -190 |

| 24 de maio 15:00 | Relatório | Hungria       | 95–30 | Dinamarca        |  | Moscovo |  |
| 24 de maio 15:00 | Relatório | Pts: Simon 22 |       | Pts: Tantholdt 9 |  | Moscovo |  |

| 24 de maio 17:30 | Relatório | União Soviética | 59–31 | Bélgica          |  | Moscovo |  |
| 24 de maio 17:30 | Relatório | Pts: Silinch 21 |       | Pts: Coosemans 8 |  | Moscovo |  |

| 25 de maio 18:00 | Relatório | Hungria        | 57–35 | Bélgica          |  | Moscovo |  |
| 25 de maio 18:00 | Relatório | Pts: Zsiros 20 |       | Pts: Van Harck 7 |  | Moscovo |  |

| 25 de maio 19:30 | Relatório | União Soviética      | 118–14 | Dinamarca       |  | Moscovo |  |
| 25 de maio 19:30 | Relatório | Pts: Alatchatchan 25 |        | Pts: Tanholdt 7 |  | Moscovo |  |

| 26 de maio 10:30 | Relatório | Dinamarca        | 35–56 | Bélgica           |  | Moscovo |  |
| 26 de maio 10:30 | Relatório | Pts: Tantholdt 7 |       | Pts: Vermeulen 17 |  | Moscovo |  |

| 26 de maio 19:30 | Relatório | União Soviética | 64–54 | Hungria          |  | Moscovo |  |
| 26 de maio 19:30 | Relatório | Pts: Korkia 24  |       | Pts: Banhegyi 18 |  | Moscovo |  |

## Grupo D
| Pos. | Seleção    | J | V | D | P+  | P-  | SP  |
| ---- | ---------- | - | - | - | --- | --- | --- |
| 1    | Israel     | 4 | 3 | 1 | 178 | 141 | 37  |
| 2    | Iugoslávia | 4 | 3 | 1 | 218 | 170 | 48  |
| 3    | Bulgária   | 4 | 3 | 1 | 230 | 182 | 48  |
| 4    | Finlândia  | 4 | 1 | 3 | 184 | 219 | -35 |
| 5    | Líbano     | 4 | 0 | 4 | 159 | 257 | -98 |

| 23 de maio 19:00 | Relatório | Líbano          | 51–95 | Iugoslávia     |  | Moscovo |  |
| 23 de maio 19:00 | Relatório | Pts: Idilibi 16 |       | Pts: Curcic 22 |  | Moscovo |  |

| 23 de maio 20:30 | Relatório | Bulgária      | 61–45 | Finlândia         |  | Moscovo |  |
| 23 de maio 20:30 | Relatório | Pts: Panov 23 |       | Pts: Suviranta 13 |  | Moscovo |  |

| 24 de maio 14:30 | Relatório | Israel           | 60–36 | Finlândia       |  | Moscovo |  |
| 24 de maio 14:30 | Relatório | Pts: Schneior 16 |       | Pts: Lindholm 7 |  | Moscovo |  |

| 24 de maio 16:00 | Relatório | Líbano          | 51–94 | Bulgária       |  | Moscovo |  |
| 24 de maio 16:00 | Relatório | Pts: Barakat 16 |       | Pts: Velkov 22 |  | Moscovo |  |

| 25 de maio 9:00 | Relatório | Bulgária      | 48–61 | Israel        |  | Moscovo |  |
| 25 de maio 9:00 | Relatório | Pts: Panov 13 |       | Pts: Cohen 18 |  | Moscovo |  |

| 25 de maio 13:30 | Relatório | Finlândia        | 37–41 | Iugoslávia         |  | Moscovo |  |
| 25 de maio 13:30 | Relatório | Pts: Lindholm 10 |       | Pts: Marjanovic 12 |  | Moscovo |  |

| 26 de maio 13:30 | Relatório | Iugoslávia     | 57–55 | Israel        |  | Moscovo |  |
| 26 de maio 13:30 | Relatório | Pts: Curcic 11 |       | Pts: Afari 15 |  | Moscovo |  |

| 26 de maio 15:00 | Relatório | Finlândia        | 66–57 | Líbano          |  | Moscovo |  |
| 26 de maio 15:00 | Relatório | Pts: Lindholm 27 |       | Pts: Idilibi 20 |  | Moscovo |  |

| 27 de maio WO |  | Israel | 2–0 | Líbano |  | Moscovo |  |

(*)A Seleção Libanesa recusou-se a disputar a partida em virtude dos conflitos entre os dois países.
| 27 de maio 13:30 | Relatório | Iugoslávia       | 25–27 | Bulgária        |  | Moscovo |  |
| 27 de maio 13:30 | Relatório | Pts: Blaskovic 8 |       | Pts: Georgiev 6 |  | Moscovo |  |

## Torneio de Consolação

### Grupo 1
| Pos. | Seleções  | P | V | D | P+  | P-  | SP   |
| ---- | --------- | - | - | - | --- | --- | ---- |
| 1    | Bulgária  | 3 | 3 | 0 | 255 | 128 | 127  |
| 2    | Suíça     | 3 | 2 | 1 | 168 | 163 | 5    |
| 3    | Alemanha  | 3 | 1 | 2 | 145 | 164 | -19  |
| 4    | Dinamarca | 3 | 0 | 3 | 99  | 212 | -113 |

| 28 de maio 12:00 | Relatório | Bulgária      | 96–26 | Dinamarca         |  | Moscovo |  |
| 28 de maio 12:00 | Relatório | Pts: Panov 19 |       | Pts: Tantholdt 12 |  | Moscovo |  |

| 28 de maio 13:30 | Relatório | Alemanha       | 44–51 | Suíça          |  | Moscovo |  |
| 28 de maio 13:30 | Relatório | Pts: Griese 12 |       | Pts: Voisin 20 |  | Moscovo |  |

| 30 de maio 12:00 | Relatório | Bulgária      | 77–52 | Suíça          |  | Moscovo |  |
| 30 de maio 12:00 | Relatório | Pts: Panov 24 |       | Pts: Redard 11 |  | Moscovo |  |

| 30 de maio 13:30 | Relatório | Dinamarca         | 31–51 | Alemanha         |  | Moscovo |  |
| 30 de maio 13:30 | Relatório | Pts: Tantholdt 12 |       | Pts: Beyerlein 8 |  | Moscovo |  |

| 2 de junho 13:30 | Relatório | Bulgária         | 82–50 | Alemanha        |  | Moscovo |  |
| 2 de junho 13:30 | Relatório | Pts: Georgiev 24 |       | Pts: Schober 11 |  | Moscovo |  |

| 2 de junho 13:30 | Relatório | Suíça          | 65–42 | Dinamarca         |  | Moscovo |  |
| 2 de junho 13:30 | Relatório | Pts: Voisin 22 |       | Pts: Tantholdt 13 |  | Moscovo |  |

### Grupo 2
| Pos. | Seleção   | P | V | D | P+  | P-  | SP   |
| ---- | --------- | - | - | - | --- | --- | ---- |
| 1    | Bélgica   | 4 | 3 | 1 | 263 | 213 | 50   |
| 2    | Finlândia | 4 | 3 | 1 | 216 | 185 | 31   |
| 3    | Romênia   | 4 | 3 | 1 | 250 | 213 | 37   |
| 4    | Líbano    | 4 | 1 | 3 | 241 | 235 | 6    |
| 5    | Suécia    | 4 | 0 | 4 | 156 | 280 | -124 |

| 28 de maio 12:00 | Relatório | Suécia        | 32–55 | Finlandia        |  | Moscovo |  |
| 28 de maio 12:00 | Relatório | Pts: Widen 11 |       | Pts: Lindholm 20 |  | Moscovo |  |

| 28 de maio 13:30 | Relatório | Bélgica       | 74–66 | Líbano          |  | Moscovo |  |
| 28 de maio 13:30 | Relatório | Pts: Ligon 15 |       | Pts: Idilibi 20 |  | Moscovo |  |

| 29 de maio 12:00 | Relatório | Romênia       | 51–59 | Finlandia        |  | Moscovo |  |
| 29 de maio 12:00 | Relatório | Pts: Nedef 18 |       | Pts: Lindholm 15 |  | Moscovo |  |

| 30 de maio 12:00 | Relatório | Líbano          | 76–43 | Suécia        |  | Moscovo |  |
| 30 de maio 12:00 | Relatório | Pts: Idilibi 34 |       | Pts: Widen 14 |  | Moscovo |  |

| 30 de maio 13:30 | Relatório | Romênia       | 60–55 | Bélgica           |  | Moscovo |  |
| 30 de maio 13:30 | Relatório | Pts: Nedef 16 |       | Pts: Steurbaut 13 |  | Moscovo |  |

| 31 de maio 12:00 | Relatório | Finlândia        | 49–59 | Bélgica           |  | Moscovo |  |
| 31 de maio 12:00 | Relatório | Pts: Lindholm 21 |       | Pts: Steurbaut 20 |  | Moscovo |  |

| 31 de maio 13:30 | Relatório | Líbano          | 56–65 | Romênia         |  | Moscovo |  |
| 31 de maio 13:30 | Relatório | Pts: Idilibi 17 |       | Pts: Folbert 22 |  | Moscovo |  |

| 2 de junho 12:00 | Relatório | Suécia         | 43–74 | Romênia         |  | Moscovo |  |
| 2 de junho 12:00 | Relatório | Pts: Keiser 17 |       | Pts: Folbert 16 |  | Moscovo |  |

| 2 de junho 12:00 | Relatório | Finlândia        | 53–43 | Líbano          |  | Moscovo |  |
| 2 de junho 12:00 | Relatório | Pts: Lindholm 16 |       | Pts: Barakat 16 |  | Moscovo |  |

## Colocação Final
| Rk | Seleção         | V-D  |
| -- | --------------- | ---- |
| 1  | União Soviética | 10-0 |
| 2  | Hungria         | 6-4  |
| 3  | França          | 6-4  |
| 4  | Tchecoslováquia | 7-3  |
|    |                 |      |
| 5  | Israel          | 7-4  |
| 6  | Iugoslávia      | 6-5  |
| 7  | Itália          | 3-7  |
| 8  | Egito           | 4-6  |
|    |                 |      |
| 9  | Bulgária        | 8-1  |
| 10 | Bélgica         | 5-4  |
| 11 | Suíça           | 3-5  |
| 12 | Finlândia       | 4-6  |
| 13 | Roménia         | 6-3  |
| 14 | Alemanha        | 3-5  |
| 15 | Líbano          | 2-8  |
| 16 | Dinamarca       | 0-8  |
| 17 | Suécia          | 0-7  |

## Campeão
| EuroBasket 1953 Campeões  |
| ------------------------- |
| União Soviética 3º Título |